# Henry Winkles
Henry Winkles (* um 1801; † um 1860) war ein englischer Zeichner, Drucker, und Stahlstecher, der mit Carl Ludwig Frommel bei Karlsruhe das erste Stahlstichstudio in Deutschland gründete.
Zusammen mit Benjamin Winkles produzierte und illustrierte Henry Winkles 1836 ein  mehrbändiges Werk zu Kathedralen in England und Wales, welches Einfluss auf die britische Neugotik im 19. Jahrhundert hatte. 1852 besuchte Winkles seinen Sohn in Ballarat, Australien, bevor er 1854 wieder nach England zurückkehrte.

## Werke

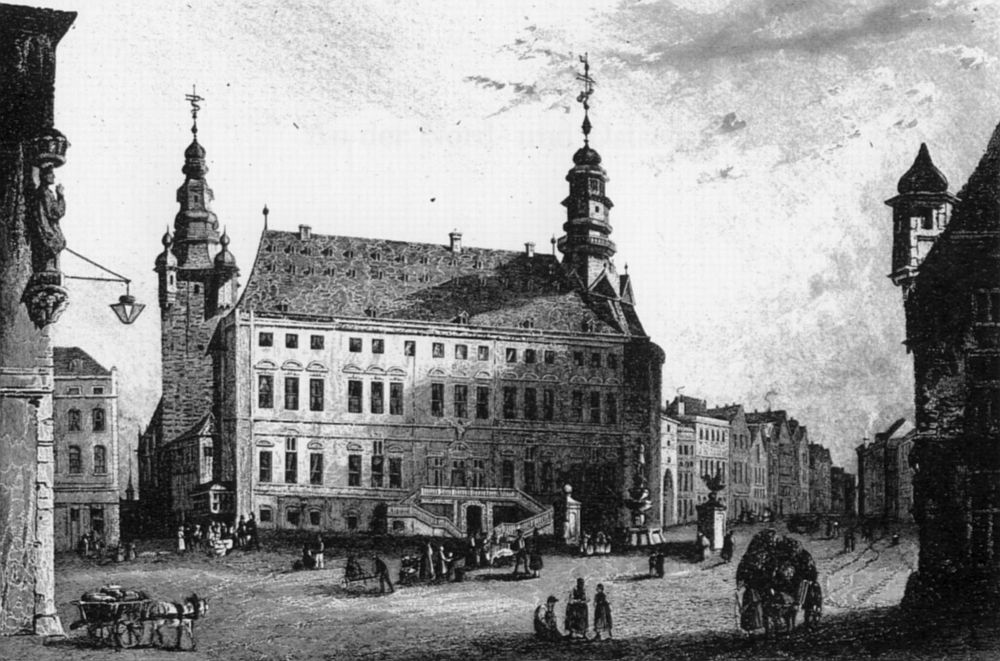
Aachen, Marktplatz, 1840

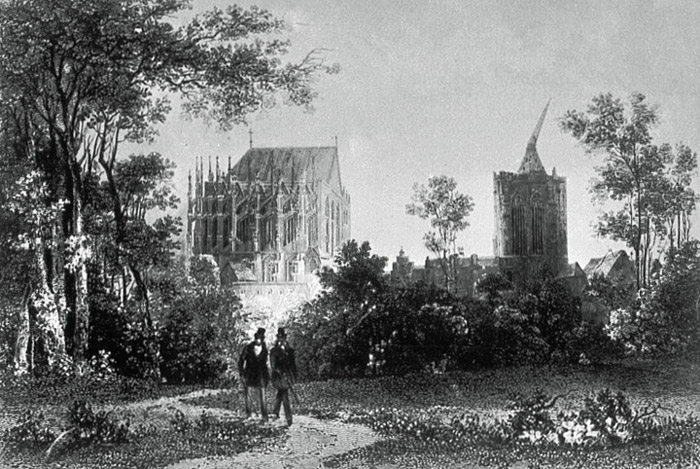
Botanischer Garten und Dom, Stahlstich um 1820 von Henry Winkles nach einer Zeichnung von Theodor Verhas, Köln, 1820

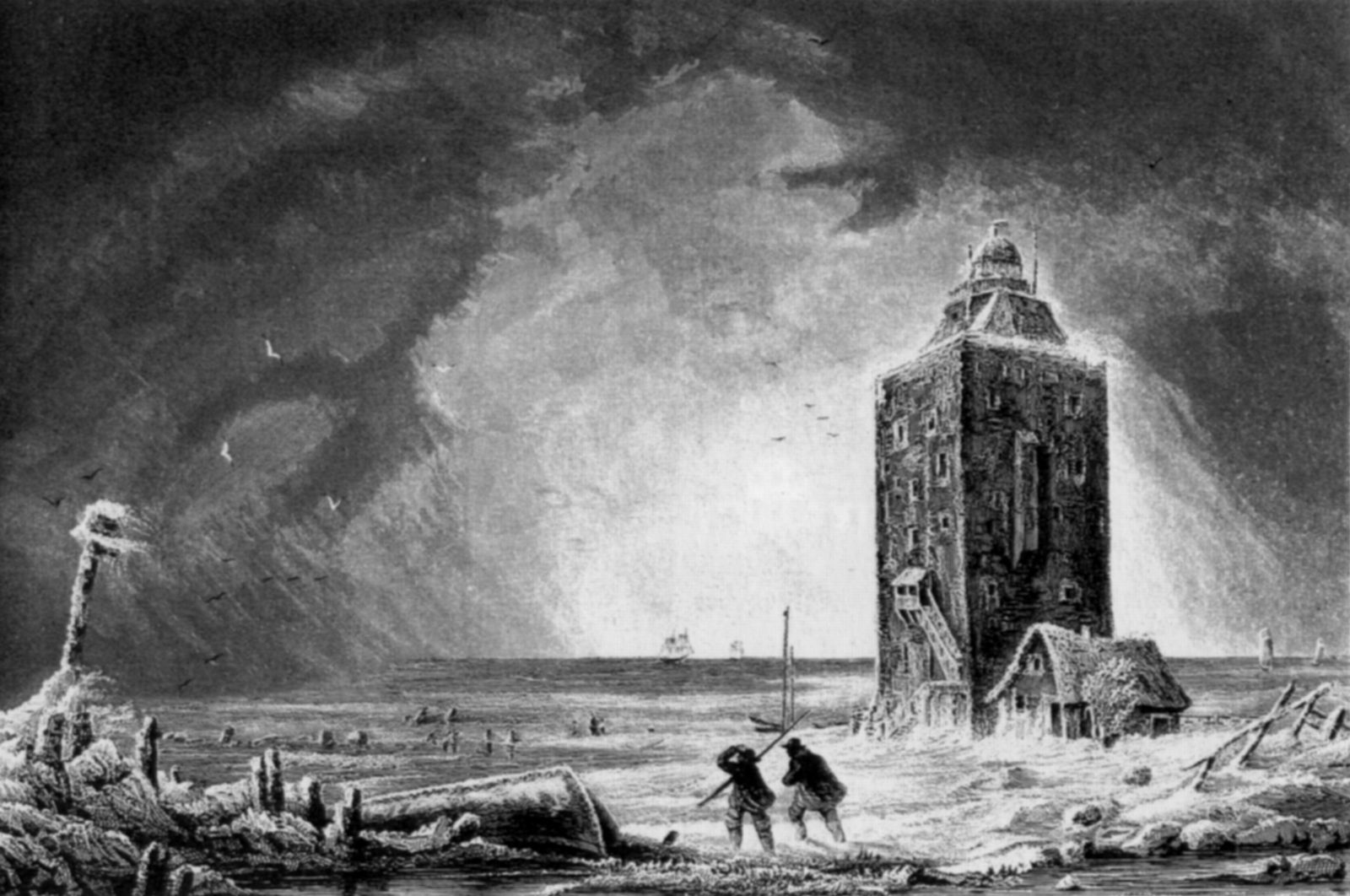
Der Turm von Neuwerk, Zeichnung von Johann Heinrich Sander, um 1840

- Henry and Benjamin Winkles. Winkles’s Architectural and picturesque illustrations of the cathedral churches of England and Wales (London: Effingham Wilson and Charles Tilt, 1836–1842) Band 1, Band 2, Band 3.

Mit Illustrationen von Winkles:
- John Tallis. Illustrated Atlas and Modern History of the World.

Mit Stichen von Winkles:
- G. Heck. Iconographic Encyclopaedia of Science, Literature, and Art.
- William Tombleson. Tombleson's Views of the Thames and Medway (Tombleson & Co., 1833).
- Müller, Gustav Adolph; Zschokke, Heinrich.  Die klassischen Stellen der Schweiz und deren Hauptorte in Originalansichten dargestellt. (Karlsruhe [u. a.]: Kunst-Verl., 1834-) Digitalisat